# Türkiye Kupası 1995/96
Die Türkiye Kupası 1995/96 war die 34. Auflage des türkischen Fußball-Pokalwettbewerbes. Der Wettbewerb begann am 20. September 1995 mit der 1. Runde und endete am 24. April 1996 mit dem Rückspiel des Finales. Im Endspiel trafen Fenerbahçe Istanbul und Galatasaray Istanbul aufeinander. Fenerbahçe nahm zum 8. Mal am Finale teil und Galatasaray zum 15. Mal.
Diese Finalpaarung kam zum dritten Mal zustande.
Galatasaray gewann den Pokal zum 11. Mal. Sie besiegten Fenerbahçe im Hinspiel mit 1:0. Im Rückspiel war das Ergebnis ein 1:1-Unentschieden nach Verlängerung. Das entscheidende Tor für Galatasaray erzielte der Waliser Dean Saunders.

## Teilnehmende Mannschaften
Für den türkischen Pokal waren folgende 88 Mannschaften teilnahmeberechtigt:
| 1. Lig die 18 Vereine der Saison 1995/1996 | 2. Liga die 50 Vereine der Saison 1995/1996 | 3. Liga die 20 Vereine aus der Aufstiegsrunde der Saison 1994/1995 |
| Altay İzmir Antalyaspor Beşiktaş Istanbul Bursaspor Denizlispor Eskişehirspor Fenerbahçe Istanbul Galatasaray Istanbul Gaziantepspor Gençlerbirliği Ankara İstanbulspor Karşıyaka SK Kayserispor Kocaelispor MKE Ankaragücü Samsunspor Trabzonspor Vanspor | Adana Demirspor Adanaspor Afyonspor Alanyaspor Anadolu Hisarı SK Aydınspor Bakırköyspor Balıkesirspor Bergamaspor Beypazarı Belediyespor Boluspor Bucaspor Çaykur Rizespor Çorluspor Çorumspor Dardanelspor Diyarbakırspor Düzcespor Edirnespor Elazığspor Erzincanspor Erzurumspor Fethiyespor Gaziosmanpaşaspor Göztepe Izmir Hatayspor İnegölspor Kahramanmaraşspor Karabükspor Kartalspor Kemerspor Konyaspor Lüleburgazspor Malatyaspor Mersin İdman Yurdu Orduspor Petrol Ofisi SK PTT Sakaryaspor Şanlıurfaspor Sarıyer GK Şekerspor Siirtspor Silifkespor TKI Soma Linyitspor Turgutluspor Yeni Salihlispor Yozgatspor Zeytinburnuspor Zonguldakspor | Akçaabat Sebatspor Batman Petrolspor Beykozspor Bozüyükspor Bingölspor Ceyhanspor Eyüpspor Gebzespor İnegölspor İskenderunspor İstanbul Güngörenspor İzmirspor Karadeniz Ereğlispor Kastamonuspor Keçiörengücü Kuşadasıspor MKE Kırıkkalespor Mustafakemalpaşaspor Ofspor Yeni Milasspor |

## 1. Hauptrunde
Die 1. Hauptrunde fand am 20. September 1995 statt. In dieser Runde traten aus zehn Gruppen 20 Mannschaften der 3. Liga an. Diese Mannschaften belegten während der Saison 1994/95 die Plätze 1 und 2.
|                      | Ergebnis              |                       |
| -------------------- | --------------------- | --------------------- |
| Batman Petrolspor    | 3:0 (0:0)             | Bingölspor            |
| Ofspor               | 2:1 (1:1)             | Akçaabat Sebatspor    |
| Ceyhanspor           | 5:1 (1:1)             | Iskenderunspor        |
| Kastamonuspor        | 1:0 (0:0)             | Karadeniz Ereğlispor  |
| MKE Kırıkkalespor    | 2:0 (1:0)             | Keçiörengücü          |
| Beykozspor           | 2:1 (1:1)             | Istanbul Güngörenspor |
| Eyüpspor             | 0:0 n. V. (3:0 i. E.) | Gebzespor             |
| İnegölspor           | 1:0 (1:0)             | Bozüyükspor           |
| Mustafakemalpaşaspor | 3:2 n. V. (1:1, 0:0)  | Izmirspor             |
| Yeni Milasspor       | 0:1 (0:1)             | Kuşadasıpor           |

## 2. Hauptrunde
Die 2. Hauptrunde wurde am 4. Oktober 1995 ausgetragen. Zu den 10 Siegern aus der 1. Hauptrunde nahmen hier die 50 Mannschaften aus der 2. Liga der Saison 1995/96 teil.
|                      | Ergebnis              |                        |
| -------------------- | --------------------- | ---------------------- |
| Diyarbakırspor       | 3:0 (1:0)             | Batman Petrolspor      |
| Elazığspor           | 6:1 (4:1)             | Siirtspor              |
| Erzincanspor         | 3:2 (2:1)             | Çaykur Rizespor        |
| Malatyaspor          | 2:0 (2:0)             | Kahramanmaraşspor      |
| Ofspor               | 4:3 n. V. (3:3, 1:2)  | Erzurumspor            |
| Şanlıurfaspor        | 2:1 (0:1)             | Adıyamanspor           |
| Boluspor             | 1:0 (0:0)             | Beypazarı Belediyespor |
| Ceyhanspor           | 1:2 (0:1)             | Adana Demirspor        |
| Şekerspor            | 0:1 (0:0)             | PTT                    |
| Çorumspor            | 4:6 n. V. (4:4, 2:2)  | MKE Kırıkkalespor      |
| Hatayspor            | 2:2 n. V. (3:5 i. E.) | Silifkespor            |
| Karabükspor          | 1:0 (1:0)             | Kastamonuspor          |
| Konyaspor            | 3:1 (1:0)             | Petrol Ofisi SK        |
| Mersin İdman Yurdu   | 2:0 (2:0)             | Adanaspor              |
| Yozgatspor           | 5:5 n. V. (3:1 i. E.) | Orduspor               |
| Zonguldakspor        | 1:2 (0:0)             | Düzcespor              |
| Afyonspor            | 1:0 (0:0)             | Fethiyespor            |
| Aydınspor            | 4:2 (3:1)             | Bergamaspor            |
| Bakırköyspor         | 3:1 n. V. (1:1, 1:0)  | Beykozspor             |
| Balıkesirspor        | 3:1 n. V., (1:1, 0:0) | İnegölspor             |
| Çorluspor            | 1:3 (1:2)             | Zeytinburnuspor        |
| Eyüpspor             | 1:1 n. V. (4:5 i. E.) | Edirnespor             |
| Kartalspor           | 1:0 (0:0)             | Gaziosmanpaşaspor      |
| Kemerspor            | 3:1 (1:0)             | Alanyaspor             |
| Lüleburgazspor       | 0:3 (0:1)             | Sarıyer GK             |
| Mustafakemalpaşaspor | 1:1 n. V. (5:6 i. E.) | Dardanelspor           |
| Sakaryaspor          | 1:2 (1:1)             | Anadolu Hisarı SK      |
| TKİ Soma Linyitspor  | 5:1 (3:1)             | Bucaspor               |
| Turgutluspor         | 2:1 (2:1)             | Göztepe Izmir          |
| Yeni Salihlispor     | 0:1 (0:1)             | Kuşadasıspor           |

## 3. Hauptrunde
Die 3. Hauptrunde wurde am 25. Oktober 1995 ausgetragen. Es spielten die 30 Sieger aus der 2. Hauptrunde gegeneinander.
|                   | Ergebnis              |                    |
| ----------------- | --------------------- | ------------------ |
| Elazığspor        | 3:0 (0:0)             | Diyarbakırspor     |
| Malatyaspor       | 4:1 (4:0)             | Şanlıurfaspor      |
| MKE Kırıkkalespor | 1:0 (0:0)             | Yozgatspor         |
| Ofspor            | 4:2 (2:0)             | Erzincanspor       |
| Adana Demirspor   | 3:1 (0:1)             | Konyaspor          |
| Boluspor          | 1:1 n. V. (4:1 i. E.) | Düzcespor          |
| Silifkespor       | 3:2 (1:1)             | Mersin İdman Yurdu |
| PTT               | 2:2 n. V. (5:3 i. E.) | Karabükspor        |
| Anadolu Hisarı SK | 2:1 n. V. (1:1, 0:1)  | Zeytinburnuspor    |
| Dardanelspor      | 3:2 (2:0)             | Balıkesirspor      |
| Edirnespor        | 2:2 n. V. (3:4 i. E.) | Kartalspor         |
| Kemerspor         | 1:2 (1:1)             | Afyonspor          |
| Kuşadasıspor      | 1:0 (0:0)             | Soma Linyitspor    |
| Sarıyer GK        | 2:1 (1:0)             | Bakırköyspor       |
| Turgutluspor      | 0:1 (0:1)             | Aydınspor          |

## 4. Hauptrunde
Die 4. Hauptrunde wurde am 8. November 1995 ausgetragen. Zu den 15 Siegern aus der 3. Hauptrunde nahmen hier die Aufsteiger aus der 2. Liga teil.
|                 | Ergebnis                |                   |
| --------------- | ----------------------- | ----------------- |
| Adana Demirspor | 1:2 (0:1)               | Silifkespor       |
| Boluspor        | 0:1 (0:1)               | Afyonspor         |
| Malatyaspor     | 4:2 n. V. (1:1, 1:1)    | MKE Kırıkkalespor |
| Ofspor          | 1:1 n. V. (11:10 i. E.) | Elazığspor        |
| PTT             | 1:2 (1:2)               | Eskişehirspor     |
| Dardanelspor    | 2:1 (1:0)               | Aydınspor         |
| Kartalspor      | 0:0 n. V. (4:2 i. E.)   | Anadolu Hisarı SK |
| Kuşadasıspor    | 1:2 (0:1)               | Karşıyaka SK      |
| Sarıyer GK      | 0:0 n. V. (4:2 i. E.)   | İstanbulspor      |

## 5. Hauptrunde
Die 5. Hauptrunde wurde am 29. November 1995 ausgetragen. Zu den 9 Siegern aus der 4. Hauptrunde nahmen hier die Erstligisten von Platz 9. bis 15 der Saison 1994/95 teil.
|              | Ergebnis             |                |
| ------------ | -------------------- | -------------- |
| Malatyaspor  | 3:2 (2:1)            | Dardanelspor   |
| Antalyaspor  | 1:0 (1:0)            | Sarıyer GK     |
| Karşıyaka SK | 1:2 n. V. (1:1, 0:0) | Altay Izmir    |
| Kartalspor   | 1:2 (1:1)            | Denizlispor    |
| Kocaelispor  | 2:1 (1:1)            | Afyonspor      |
| Ofspor       | 0:2 (0:1)            | Eskişehirspor  |
| Silifkespor  | 1:2 (0:1)            | MKE Ankaragücü |
| Vanspor      | 1:0 (0:0)            | Kayserispor    |

## Achtelfinale
Das Achtelfinale wurde am 13. und 14. Dezember 1995 ausgetragen. Zu den acht Siegern aus der 4. Hauptrunde nahmen hier die Erstligisten von Platz 1. bis 8 der Saison 1994/95 teil.
|                      | Ergebnis              |                       |
| -------------------- | --------------------- | --------------------- |
| Malatyaspor          | 1:3 (0:1)             | Trabzonspor           |
| Altay Izmir          | 1:2 (0:1)             | Gaziantepspor         |
| Bursaspor            | 0:0 n. V. (3:4 i. E.) | MKE Ankaragücü        |
| Eskişehirspor        | 1:4 (1:3)             | Gençlerbirliği Ankara |
| Samsunspor           | 2:0 (1:0)             | Vanspor               |
| Beşiktaş Istanbul    | 2:0 (0:0)             | Antalyaspor           |
| Fenerbahçe Istanbul  | 1:1 n. V. (5:4 i. E.) | Kocaelispor           |
| Galatasaray Istanbul | 4:0 (1:0)             | Denizlispor           |

## Viertelfinale
- Hinspiele: 23./24. Januar 1996
- Rückspiele: 6./7. Februar 1996

|                       | Gesamt    |                     | Hinspiel | Rückspiel |
| --------------------- | --------- | ------------------- | -------- | --------- |
| Galatasaray Istanbul  | 2:1       | Beşiktaş Istanbul   | 0:0      | 2:1       |
| Samsunspor            | (a)2:2(a) | Trabzonspor         | 0:1      | 2:1       |
| Gaziantepspor         | (a)2:2(a) | MKE Ankaragücü      | 1:0      | 1:2       |
| Gençlerbirliği Ankara | 2:3       | Fenerbahçe Istanbul | 1:1      | 1:2       |

## Halbfinale
- Hinspiele: 28. Februar 1996
- Rückspiele: 13. März 1996

|                      | Gesamt |                     | Hinspiel | Rückspiel |
| -------------------- | ------ | ------------------- | -------- | --------- |
| Gaziantepspor        | 3:4    | Fenerbahçe Istanbul | 1:2      | 2:2       |
| Galatasaray Istanbul | 3:2    | Samsunspor          | 3:1      | 0:1       |

## Finale

### Hinspiel
| Paarung              | Galatasaray Istanbul – Fenerbahçe Istanbul |
| Ergebnis             | 1:0 (1:0) |
| Datum                | 11. April 1996 um 18:00 Uhr |
| Stadion              | Ali-Sami-Yen-Stadion, Istanbul |
| Schiedsrichter       | Ahmet Çakar (Çankırı) |
| Tore                 | 1:0 Dean Saunders (5., Foulelfmeter) |
| Galatasaray Istanbul | Brad Friedel – Feti Okuroğlu, Bülent Korkmaz, Evren Turhan, Ulrich van Gobbel – Tugay Kerimoğlu, Ufuk Talay (60. Hakan Ünsal), Ergün Penbe (80. İlyas Kahraman) – Dean Saunders (70. Mert Korkmaz), Hakan Şükür, Arif Erdem Cheftrainer: Graeme Souness ( Schottland) |
| Fenerbahçe Istanbul  | Rüştü Reçber – Erol Bulut (60. Halil İbrahim Kara), Jes Høgh, Uche Okechukwu, İlker Yağcıoğlu – Kemalettin Şentürk (60. Aygün Taşkıran), Bülent Uygun, Tayfun Korkut, Oğuz Çetin – Elvir Bolić, Dalian Atkinson Cheftrainer: Carlos Alberto Parreira ( Brasilien)     |
| Gelbe Karten         | Feti Okuroğlu, Tugay Kerimoğlu, Evren Turhan – Rüştü Reçber, Kemalttin Şentürk, Oğuz Çetin, İlker Yağcıoğlu |

### Rückspiel
| Paarung              | Fenerbahçe Istanbul – Galatasaray Istanbul |
| Ergebnis             | 1:1 n. V. (1:0, 1:0) |
| Datum                | 24. April 1996 um 18:00 Uhr |
| Stadion              | Şükrü-Saraçoğlu-Stadion, Istanbul |
| Schiedsrichter       | Ayhan Yücebilgiç |
| Tore                 | 1:0 Aykut Kocaman (34.) 1:1 Dean Saunders (116.) |
| Fenerbahçe Istanbul  | Rüştü Reçber – Erol Bulut, Jes Høgh, Uche Okechukwu, İlker Yağcıoğlu – Kemalettin Şentürk (40. Saffet Akbaş), Bülent Uygun, Tayfun Korkut, Oğuz Çetin (106. Tarık Daşgün) – Elvir Bolić, Aykut Kocaman (70. Dalian Atkinson) Cheftrainer: Carlos Alberto Parreira ( Brasilien) |
| Galatasaray Istanbul | Brad Friedel – Feti Okuroğlu, Bülent Korkmaz, Hakan Ünsal, Ulrich van Gobbel – Tugay Kerimoğlu, Suat Kaya (115. Ufuk Talay), Ergün Penbe (72. İlyas Kahraman) – Dean Saunders, Hakan Şükür, Arif Erdem (65. Okan Buruk) Cheftrainer: Graeme Souness ( Schottland)              |
| Gelbe Karten         | İlker Yağcıoğlu – Suat Kaya, Hakan Ünsal, Ulrich van Gobbel |

## Beste Torschützen
| Rang | Spieler            | Verein               | Tore |
| ---- | ------------------ | -------------------- | ---- |
| 1    | Abdurrahman Kalkan | Malatyaspor          | 6    |
| 2    | Hakan Demirel      | Ofspor               | 5    |
| 3    | Ali Rahman Eraydın | Ofspor               | 4    |
| 3    | Aykut Kocaman      | Fenerbahçe Istanbul  | 4    |
| 3    | Ali Özdemir        | MKE Kırıkkalespor    | 4    |
| 3    | Dean Saunders      | Galatasaray Istanbul | 4    |